# Изложба „Млади 1980—1981” (1982)
Изложба „Млади 1980—1981” се одржала у периоду од 28. априла до 18. маја 1982. године у галерији Удружења ликовних уметника Србије, улици Масарикова 4.

## Излагачи
1. Александар Антић
2. Марија Васиљев
3. Биљана Вуковић
4. Божидар Дамјановски
5. Марија Драгојловић
6. Весна Зламалик
7. Драгољуб Јелесијевић
8. Душан Јовановић
9. Милутин Копања
10. Оливера Кравић Крстић
11. Власта Максимовић
12. Надежда Марковић
13. Весна Мијачика
14. Тафил Мусовић
15. Невенка Рајковић
16. Даница Ракиџић Баста
17. Оливера Савић
18. Радош Стевановић
19. Миливоје Стоиљковић
20. Невенка Стојсављевић
21. Слободанка Ступар
22. Зорица Тасић
23. Томислав Тодоровић
24. Радован Трнавац
25. Александар Цветковић
26. Невена Хаџи Јованчић